# Alsodes barrioi
Alsodes barrioi là một loài ếch trong họ Leptodactylidae. Chúng là loài đặc hữu của Chile.
Môi trường sống tự nhiên của chúng là các khu rừng ôn hòa. Loài này đang bị đe dọa do mất môi trường sống.